# 近距離照準用暗視装置
近距離照準用暗視装置（きんきょりしょうじゅんようあんしそうち）は、陸上自衛隊で使用されている照準用暗視装置である。三菱電機によって製造されており2005年（平成17年）より導入された。

## 機能と構造
暗視方式はパッシブ赤外線方式であり､目標の赤外線画像にレティクルを重ねた映像信号を液晶ディスプレイ方式の表示器に映像化し、接眼部に表示する事ができる。レティクルは輝度調整、および表示位置の調整ができるとともに､レティクル位置の登録が可能で、登録したレティクル位置のいずれかを読み出して表示する事ができる。
視野は3段階の切り替えが可能であり､視野切り替えに伴い倍率も切り替わる。表示される赤外線画像は輝度調整、白黒反転および焦点調整ができる。
本装置は主に対人狙撃銃に装着して使用されるが､附属の取付けアダプタを使用する事で5.56mm機関銃MINIMIや三脚にも装着する事ができ、またピカティニー・レールに対応しているため､20式5.56mm小銃などにも装着する事が可能となっている。また赤外線集光用レンズ部は可視光の反射軽減のためフードを取付ける事ができ、接眼部には射撃時の衝撃緩和および収納時の接眼部保護のための接眼キャップを取付ける事ができる。

## 構成
出典
暗視装置本体
附属品
- 暗視装置用電池
- 電源供給器および供給器用ケーブル
- 電池ケース
- フード
- 取付けアダプタ（5.56mm機関銃MINIMI用および三脚用）
- 接眼キャップ（対人狙撃銃用，5.56mm機関銃MINIMI用，収納用）
- レンズキャップ
- 取付工具
- 映像ケーブル
- 三脚および三脚収納袋
- 手入れ具
- 暗視装置本体および附属品用収納箱

## 寸法・重量
出典
暗視装置本体（突起部を除く）
- 幅：285mm以下
- 高さ：140mm以下
- 奥行：110mm以下
- 重量：2kg以下